# Ophiomedon sharpi
Ophiomedon sharpi är en skalbaggsart som beskrevs av Max Bernhauer och Schubert 1912. Ophiomedon sharpi ingår i släktet Ophiomedon och familjen kortvingar. Inga underarter finns listade i Catalogue of Life.